# Sines
Sines – miejscowość w Portugalii, leżąca w dystrykcie Setúbal, w regionie Alentejo w podregionie Alentejo Litoral. Miejscowość jest siedzibą gminy o tej samej nazwie.

## Zabytki
- kościół Świętego Zbawiciela
- kaplica Miłosierdzia

## Urodzeni w Sines
W mieście urodził się Vasco da Gama (1460–1524), portugalski odkrywca i żeglarz.

## Demografia
| Liczba ludności gminy Sines (1801–2011) | Liczba ludności gminy Sines (1801–2011) | Liczba ludności gminy Sines (1801–2011) | Liczba ludności gminy Sines (1801–2011) | Liczba ludności gminy Sines (1801–2011) | Liczba ludności gminy Sines (1801–2011) | Liczba ludności gminy Sines (1801–2011) | Liczba ludności gminy Sines (1801–2011) | Liczba ludności gminy Sines (1801–2011) | Liczba ludności gminy Sines (1801–2011) |
| --------------------------------------- | --------------------------------------- | --------------------------------------- | --------------------------------------- | --------------------------------------- | --------------------------------------- | --------------------------------------- | --------------------------------------- | --------------------------------------- | --------------------------------------- |
| 1801                                    | 1849                                    | 1900                                    | 1930                                    | 1960                                    | 1981                                    | 1991                                    | 2001                                    | 2004                                    | 2011                                    |
| 1 766                                   | 2 632                                   | 3 988                                   | 7 666                                   | 8 866                                   | 12 075                                  | 12 347                                  | 13 577                                  | 13 613                                  | 14 238                                  |

## Sołectwa

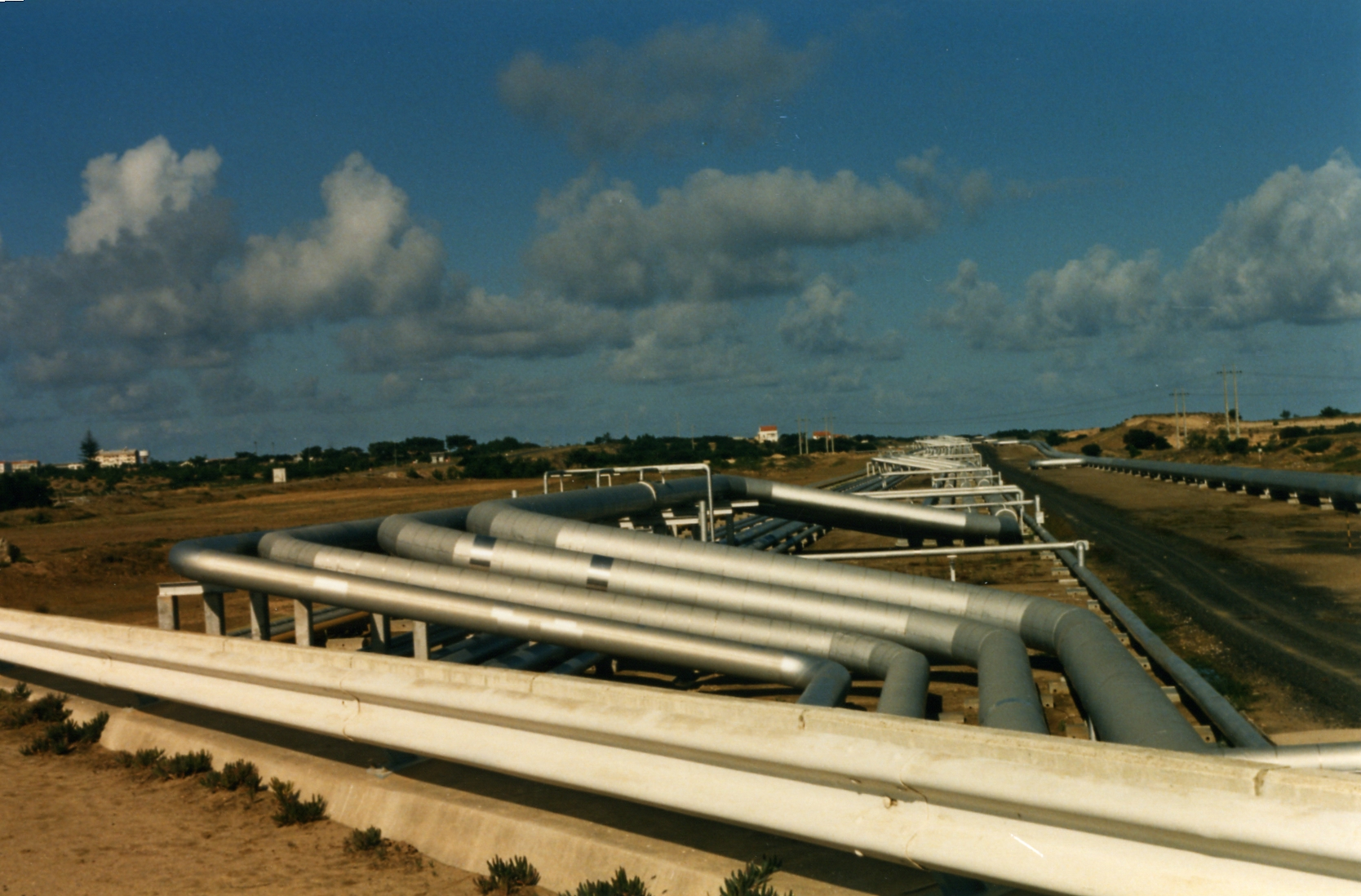
Rurociąg w pobliżu Sines

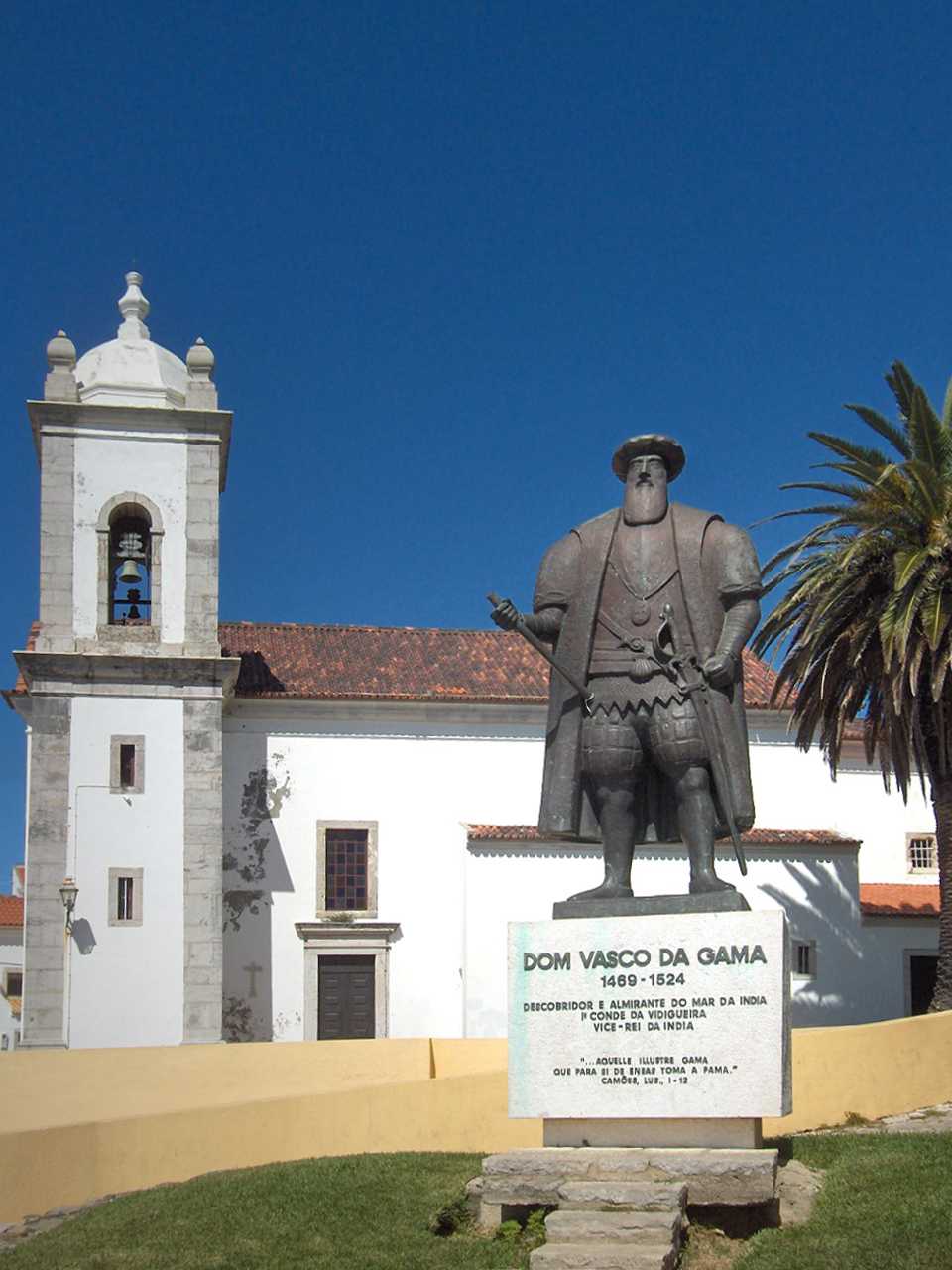
Pomnik Vasco da Gamy

Sołectwa gminy Sines (ludność wg stanu na 2011 r.)
- Porto Covo – 1038 osób
- Sines – 13 200 osób